# Лаконія (Індіана)
Лаконія (англ. Laconia) — місто (англ. town) в США, в окрузі Гаррісон штату Індіана. Населення — 73 особи (2020).

## Географія
Лаконія розташована за координатами 38°1′54″ пн. ш. 86°5′8″ зх. д. / 38.03167° пн. ш. 86.08556° зх. д. (38.031747, -86.085582).  За даними Бюро перепису населення США в 2010 році місто мало площу 0,13 км², уся площа — суходіл.

## Демографія
Згідно з переписом 2010 року, у місті мешкало 50 осіб у 21 домогосподарстві у складі 15 родин. Густота населення становила 389 осіб/км².  Було 25 помешкань (194/км²).
Расовий склад населення:
| - 98,0 % — білих - 2,0 % — азіатів |

До двох чи більше рас належало 0,0 %. Частка іспаномовних становила 0,0 % від усіх жителів.
За віковим діапазоном населення розподілялося таким чином: 16,0 % — особи молодші 18 років, 78,0 % — особи у віці 18—64 років, 6,0 % — особи у віці 65 років та старші. Медіана віку мешканця становила 41,0 року. На 100 осіб жіночої статі у місті припадало 92,3 чоловіків;  на 100 жінок у віці від 18 років та старших — 100,0 чоловіків також старших 18 років.
Середній дохід на одне домашнє господарство  становив 56 896 доларів США (медіана — 68 286), а середній дохід на одну сім'ю — 39 464 долари (медіана — 41 250). За межею бідності перебувало 19,5 % осіб, у тому числі 25,0 % дітей у віці до 18 років та 0,0 % осіб у віці 65 років та старших.
Цивільне працевлаштоване населення становило 46 осіб. Основні галузі зайнятості: публічна адміністрація — 76,1 %, виробництво — 10,9 %, будівництво — 4,3 %, транспорт — 2,2 %.